# Вімблдонський турнір 1985
Вімблдонський турнір 1985 проходив з 24 червня по 7 липня 1985 року на кортах Всеанглійського клубу лаун-тенісу і крокету в передмісті Лондона Вімблдоні. Це був 99-ий Вімблдонський чемпіонат, а також другий турнір Великого шолома з початку року. Турнір входив до програм ATP та WTA турів.

## Огляд подій та досягнень
Минулорічний чемпіон в одиночному чоловічому розряді Джон Макінрой програв у чвертьфіналі, а переміг сімнадцятирічний несіяний німець Борис Бекер, здобувши свою першу перемогу в турнірах Великого шолома.
У жінок Мартіна Навратілова виграла Вімблдон ушосте. Враховуючи перемогу в міксті, Навратілова довела кількість своїх титулів Великого шолома до 34-х.

## Результати фінальних матчів

### Дорослі
| Одиночний розряд. Джентльмени   |                                  |                              |
| Борис Бекер                     | Кевін Каррен                     | 6–3, 6–7(4–7), 7–6(7–3), 6–4 |
|                                 |                                  |                              |
| Одиночний розряд. Леді          |                                  |                              |
| Мартіна Навратілова             | Кріс Еверт-Ллойд                 | 4–6, 6–3, 6–2                |
|                                 |                                  |                              |
| Парний розряд. Джентльмени      |                                  |                              |
| Гейнц Гюнтгардт Балас Тарочі    | Пет Кеш Джон Фіцджеральд         | 6–4, 6–3, 4–6, 6–3           |
|                                 |                                  |                              |
| Парний розряд. Леді             |                                  |                              |
| Кеті Джордан Елізабет Смайлі    | Мартіна Навратілова Пем Шрайвер  | 5–7, 6–3, 6–4                |
|                                 |                                  |                              |
| Мікст                           |                                  |                              |
| Мартіна Навратілова Пол Макнамі | Елізабет Смайлі Джон Фіцджеральд | 7–5, 4–6, 6–2                |
|                                 |                                  |                              |

### Юніори
| Одиночний розряд. Хлопці   |                             |               |
| Леонардо Лавалль           | Едуардо Велес               | 6–4, 6–4      |
|                            |                             |               |
| Одиночний розряд. Дівчата  |                             |               |
| Андреа Голікова            | Дженні Берн                 | 7–5, 6–1      |
|                            |                             |               |
| Парний розряд. Хлопці      |                             |               |
| Агустін Морено Хайме Ісага | Петр Корда Циріл Сук        | 7–6(7–3), 6–4 |
|                            |                             |               |
| Парний розряд. Дівчата     |                             |               |
| Луїз Філд Дженін Томпсон   | Елна Райнах Джулі Річардсон | 6–1, 6–2      |
|                            |                             |               |